# Federico Badenes Benetó
Federico Badenes Benetó (Villanueva de Castellón, Valencia; 1879-1963) fue un pintor español.
Nació en Villanueva de Castellón, pero su familia se trasladó a Valencia siendo niño. Ingresó en la Escuela de Bellas Artes de la Academia de San Carlos a la edad de quince años, donde fue alumno de José Benlliure, Joaquín Agrasot e Isidoro Garnelo. Fue autor de excelentes acuarelas y bodegones. Su obra se caracteriza por su meticulosidad, que conseguía tras un análisis minucioso y muchas horas de trabajo.